# 焦国标

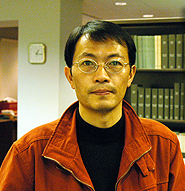
焦国标

焦国标（1963年11月21日—），出生于中华人民共和国河南省开封市杞县，是新闻学研究者、作家和异见学者。

## 简历
焦国标1963年11月21日（农历十月初六）出生于河南开封杞县。焦国标先后取得河南大学中国文学学士、河南大学古代汉语硕士、中国人民大学新闻学博士。后任北京大学新闻学院副教授。
2003年4月发表诗《致美国兵》，支持美国发动美伊战争，内有“假如今生注定死于战火， 就作美国精确制导炸弹下的亡灵”的诗句。
2004年3月发表《讨伐中宣部》一文，指责中宣部实行愚民政策，主张新闻自由；该文最初发表在《开放杂志》上，后来被互联网上广泛转载。
2005年3月应美国国家民主基金会邀到华盛顿做访问学者，计划6个月，同时被北京大学当作“自动离职”单方面除名。校方认为他未经批准擅自出国访问，焦认为是对他写作《讨伐中宣部》的报复。
2005年7月，发表《朱成虎就是中国的本·拉登》，批评中国人民解放军少将朱成虎发动核战争的駭人言论。
2005年11月，和高智晟调查中国政府迫害法轮功练习者的问题。
2009年11月，新加坡内阁资政李光耀在亚太经合会（APEC）中概述中国领导体制的好处时，埃利奥特评论说，“它不是民主体制。”随后李光耀反驳，“中国人对民主体制不感兴趣”。焦国标则发表文章称“看了这篇报道，我顿时火冒三丈。中国人固然希望更好的生活，但更希望选票。”香港中文大学政治与行政学系高级导师蔡子强也质疑说：“李光耀没有资格代表中国人。”
2012年9月12日，焦被警方从家中带走，后被以涉嫌“煽动颠覆国家政权罪”刑事拘留。但未見後續審訊新聞。

## 出版作品
杂文集《窝囊中国》、《奉献与义务的边际》、《新闻之外的敏感》、《独立的悲伤》、《你根本吓不住人家》，新闻史《名士风流——文化名人的报刊生涯》。